# محاري رتانبوري
محاري رتانبوري (الاسم العلمي: Pleurotus rattenburyi) هو نوع من الفطريات يتبع جنس المحاري من فصيلة المحارية.